# Чирков, Николай Иванович
Никола́й Ива́нович Чирко́в (псевдоним Рыбацкий Николай; 1880—1920) — поэт, прозаик.

## Биография
Из семьи крестьянина-рыбака. Старший из десяти детей. Окончил двухклассное народное училище. В 1894 году поступил подсобным рабочим на Обуховский завод в Петербурге (где в это время работал его отец). В дальнейшем, получив специальность токаря, работал на заводе Берда, Александровском механическом и чугунолитейном петербургских заводах. Сблизился с радикально настроенными рабочими, а затем с народническими кружками. Вступил
в партию социалистов-революционеров (эсеров) в момент её основания (1901). За участие в так называемой «Обуховской обороне» — политическом выступлении рабочих в числе 29 человек в сентябре 1901 года был приговорён к четырём годам арестантских рот Ярославской каторжной тюрьмы. Рыбацкий и его 17-летний брат Андрей упомянуты в нелегальной газете «Искра» (1901), перепечатавшей обвинительный акт по делу обуховцев. На заводе и в тюрьме Рыбацкий начал писать стихи (позднее посещал общеобразовательные курсы А. С. Черняева и занимался литературным самообразованием, в том числе лекций по стихосложению. Первые публикации — в газете «Наша жизнь» в 1904: стихотворения «Природа зовёт» (19 декабря) и «Элегия» (25 декабря).
В 1904 году Рыбацкий был освобождён по амнистии и вернулся в Петербург. Участвовал в демонстрации 9 января 1905 (Кровавое воскресенье),
описанной им в стихотворении «9 января». Вскоре напечатал рассказ «Шестипалый» («Русская жизнь», 1905), описывающий порядки острога (в том числе практику телесных наказаний, способных озлобить, довести даже самых кротких арестантов до мысли об убийстве начальства). В июне 1906 года на волостном сельском сходе в Рыбацком избран выборщиком в 3-ю Государственную думу. После чтения Чирковым проекта «приговора» схода с призывами  антиправительственного характера Чирков был вновь арестован. Содержался в Доме предварительного заключения, однако в феврале 1907 года был оправдан петербургской Судебной палатой. Рыбацкий подвергался заключению и позднее, в 1909 году (из-за конфликта по поводу использования жителями
села денег, вырученных от продажи церковной земли) и в 1912 году — «за подстрекательство… к забастовке» (участвовал в организации первомайской демонстрации рабочих-обуховцев); по донесению начальника Петербургского охранного отделения (1912), Рыбацкий также входил в группу, пытавшуюся воссоздать в Петербурге организацию партии эсеров. Вслед за арестом 1912 году Рыбацкий был выслан «без срока» из Петербурга, однако скоро вернулся и, поселившись за пределами городской черты, работал на Орудийном заводе. Работал в Перми в снарядном цехе местного завода (1914—1915), продолжая заниматься агитационной деятельностью. В общей сложности, по данным И. И. Садофьева (вероятно, со слов самого Рыбацкого), он 18 раз сидел в тюрьмах, в том числе неоднократно — в «Крестах», Доме предварительного заключения и пересыльной тюрьме.
Начиная с 1904 года произведения Рыбацкого печатались в разных изданиях — газетах «Народный вестник» (1906), «Народная газета» (1907), «Товарищ» и
«Столичная почта» (1900-е), «Северная правда», «Правда труда» (1913), «Вольная мысль», в сатирическом журнале «Леший» (1906), в журнале «Иллюстрированный еженедельник» (1907—1908), в печатном органе профсоюза металлистов «Единство» (1909), в «Ежемесячном журнале» В. С. Миролюбова (1914—1915), сборниках «Вольница» (1906), «Песнь о рабочем народе» (М., 1907), в антологии «Избранные произведения русской поэзии» (3-е изд., СПб., 1908), составленной В. Д. Бонч-Бруевичем. В 1912—1914 и в 1917 годах он сотрудничал в большевистской «Правде». В 1914 году принимал участие в совещании у М. Горького, посвящённого подготовке первого «Сборника пролетарских писателей» (СПб., 1914).
В феврале 1917 года Рыбацкий участвовал в заседаниях Петроградского совета рабочих и солдатских депутатов. Пережил смерть жены (март 1917). В августе того же года избирался гласным Рыбацкого волостного земства. После июля 1917 года вышел из партии эсеров. В начале ноября 1918 года был арестован петроградской Чрезвычайной комиссией по подозрению в неблагонадёжности, заключён в Дерябинскую тюрьму, где перенёс сыпной тиф; в декабре того же года освобождён. В апреле 1919 года вступил в РКП(б), в начале 1920 года как коммунист был мобилизован, работал в Политпросвете при военном комиссариате Петроградского округа. Печатался в газетах «Деревенская коммуна» (1919—1920), «Северное утро» (Архангельск, 1919) и «Красная газета», в журнале А. В. Луначарского «Пламя» (1919), тверском «Пролеткульте» (1919, кн. 1—2, 3—4) и органе петроградского Пролеткульта «Грядущее»
(1919—1920). В начале июля 1920 года Рыбацкий был командирован в составе агитгруппы на врангелевский фронт. Через два месяца по дороге домой вся агитгруппа заболела возвратным тифом, была снята с поезда на ст. Ряжск Рязанской губернии и помещена в лазарет, где Рыбацкий скончался.